# Davit Lomaia
Davit Lomaia (in georgiano დავით ლომაია?; 18 maggio 1985) è un ex calciatore georgiano, di ruolo difensore.

## Carriera

### Club
Nel 2004 debutta da professionista con il WIT Georgia.

### Nazionale
Conta una presenza con la nazionale georgiana.